# 阿坝镇
阿坝镇是中华人民共和国四川省阿坝藏族羌族自治州阿坝县下辖的一个行政建制镇。
2020年6月，四川省人民政府批复同意阿坝州调整阿坝县等6个县部分乡镇行政区划。撤销哇尔玛乡，将原哇尔玛乡、原河支乡色尔古村所属行政区域划归阿坝镇管辖，阿坝镇人民政府驻阿坝镇社区洽塘中街34号。
藏民族和羌族比较多的地方，一个信仰佛教的地方。

## 行政区划
阿坝镇下辖以下地区：
阿坝镇社区、一村、二村、三村、四村、五村、六村和七村。